# 寡鱗歐雅羅魚
寡鱗歐雅羅魚（学名：Achondrostoma oligolepis）為輻鰭魚綱鯉形目雅羅魚科歐雅羅魚屬的其中一種，分布於歐洲葡萄牙Limia到 Tornada淡水流域，本魚體細長而側扁，側線明顯，側線鱗30-38枚，吻圓鈍，體長可達25公分，棲息在沿海溪流底中層水域，因水汙染及棲地破壞而受到威脅，生活習性不明。

## 扩展阅读
維基物種上的相關：寡鱗歐雅羅魚